# Paul Rosche
Paul Rosche (* 1. April 1934 in München; † 15. November 2016 ebenda) war ein deutscher Ingenieur, der u. a. für das Formel-1-Turbomotorenprojekt von BMW in den 1980er Jahren verantwortlich war. Wegen eines Faibles für exakte Nockenwellenberechnungen entstand der Spitzname „Nocken-Paule“.

## Leben
Nach dem Abschluss des Polytechnikums am 1. November 1957 fand Rosche, auf den Wunsch seiner Mutter, eine Anstellung bei BMW. Er war dort zunächst für einige Jahre unter Alexander von Falkenhausen in der Forschungs- und Entwicklungsabteilung beschäftigt. In dieser Abteilung arbeiteten damals nur sechs Leute, die für alle Komponenten (Block, Kolben, Steuerkette, Ölpumpe, Nockenwelle oder Ventilfedern) verantwortlich waren, da BMW die entsprechend ausgebildeten Leute fehlten. Alexander von Falkenhausen entdeckte schnell, welches Talent Paul Rosche hatte. In der BMW-Motorenkonstruktionsabteilung wurde Paul Rosche von heute auf morgen für die Nockenwellenkonstruktion zuständig, obwohl er zunächst überhaupt keine Ahnung davon hatte.
Die ersten Motoren, die Paul Rosche beschäftigten, waren die V8-Motoren der Baureihen 502/507. Rosche war zusammen mit von Falkenhausen maßgeblich an der Entwicklung des 4-Zylinder-Motors für den „Mittelwagen“ mit zunächst 1,5 Liter Hubraum (Typ „115“, später BMW M10 genannt) beteiligt. Dieser Motor wurde ab 1961 zuerst in der „Neuen Klasse“, dem BMW 1500 mit 80 PS, und kurze Zeit später als „118“ (mit zwei Doppel-Solex-Vergasern) im BMW 1800 TI/SA mit einer Leistung von 130 PS eingesetzt. Der Motor fand dann vom BMW 02 bis zum BMW E30 Verwendung und war die Basis für alle BMW-Rennmotoren der folgenden Jahre. Damit war er ein Meilenstein in einer bis heute andauernden Erfolgsgeschichte von BMW im Motorsport.
Mitte der 1960er-Jahre, als BMW begann, sich ernsthaft mit dem Einstieg in den Rennsport zu beschäftigen, wechselte Rosche in die Motorsportabteilung.
Als sich BMW 1970 nach dem Tod von Gerhard Mitter vorübergehend aus dem Rennsport zurückzog und Alpina mit der Wahrnehmung der eigenen Interessen beauftragte, war Rosche Teil eines inoffiziellen Entwicklerteams unter von Falkenhausen, das weiter an Rennmotoren arbeitete, bis sich BMW 1972 zur Rückkehr entschloss.

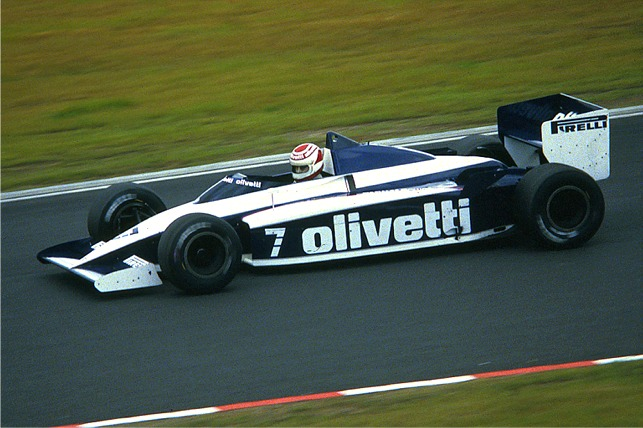
Nelson Piquet im Brabham-BMW BT 54 auf dem Nürburgring 1985

Ab 1973 kooperierte BMW mit March in der Formel 2 und Rosches Motoren gewannen im Laufe der folgenden Jahre einige europäische Meisterschaften. Die Motoren wurden auch in den BMW-Tourenwagen eingesetzt. Als sich von Falkenhausen 1975 zur Ruhe setzte, übernahm Rosche die Leitung der damaligen BMW Motorsport GmbH.
Zusammen mit Jochen Neerpasch versuchte er den BMW-Vorstand von einem Einstieg in die Formel 1 zu überzeugen. Das Vorhaben scheiterte jedoch und Neerpasch verließ BMW. Er wurde durch Dieter Stappert ersetzt und 1980 erteilte BMW die Freigabe für das Formel-1-Projekt. Rosche hatte zu diesem Zeitpunkt die Entwicklung bereits weit vorangetrieben und der Motor BMW M12/13* lief Ende 1980 erstmals auf dem Prüfstand; 1982 hatte er seinen ersten Renneinsatz. Der erste Sieg folgte im Juni desselben Jahres mit Nelson Piquet im Brabham beim Großen Preis von Kanada. Der Motor konnte acht weitere Siege einfahren und 1983 die Weltmeisterschaft gewinnen. In den folgenden Jahren wurde der BMW-Turbo in seiner maximalen Ausbaustufe mit bis zu 1400 PS zum stärksten Motor der Formel-1-Geschichte. Ende 1986 zog sich BMW aus der Formel 1 zurück und verkaufte die Motoren an Megatron.
In der Folgezeit entwickelte Rosche den Motor für den M3-Tourenwagen, der mehr Rennen gewann als jeder andere Wagen dieser Klasse. In den 1990er-Jahren baute er mit dem BMW M70 einen Motor, der unter anderem im McLaren F1 eingesetzt wurde, welcher wiederum von Gordon Murray konstruiert wurde. Der 6,1-Liter-Motor konnte 1995 die 24 Stunden von Le Mans gewinnen und wiederholte im BMW V12 LMR diesen Erfolg im Jahr 1999. Der V10-Motor, mit dem Williams ab 2000 in der Formel 1 antrat, stammte zu großen Teilen aus der Feder von Rosche, der jedoch 1999 mit 65 Jahren in den Ruhestand ging.
Rosche war verheiratet und hatte eine Tochter.